# Abolició de les curses de braus a Catalunya
L'abolició de les curses de braus a Catalunya va ser aprovada pel Parlament de Catalunya el 28 de juliol del 2010 a partir de la Iniciativa Legislativa Popular promoguda per la Plataforma Prou! amb la intenció d'aconseguir la prohibició de les curses de toros a Catalunya. El resultat de la votació va ser de 68 vots favorables, 55 en contra i 9 abstencions, amb 3 absències. L'aprovació d'aquesta ILP va suposar la modificació de la llei de protecció d'animals vigent derogant-se l'excepció que feia respecte a les curses de braus. L'abolició de les curses de braus entrà en vigor l'1 de gener de 2012.
El Tribunal Constitucional va anul·lar l'abolició el 2016 amb la sentència 177/2016 afirmant que contradeia la competència estatal per a la protecció del patrimoni cultural, car definia les curses de braus com a part del patrimoni cultural comú.
En 2024 entitats catalanes s'han compromès amb la Iniciativa Legislativa Popular "No es mi cultura" amb la finalitat de que Catalunya recuperi les competències per regular la tauromàquia.

## Context històric i social

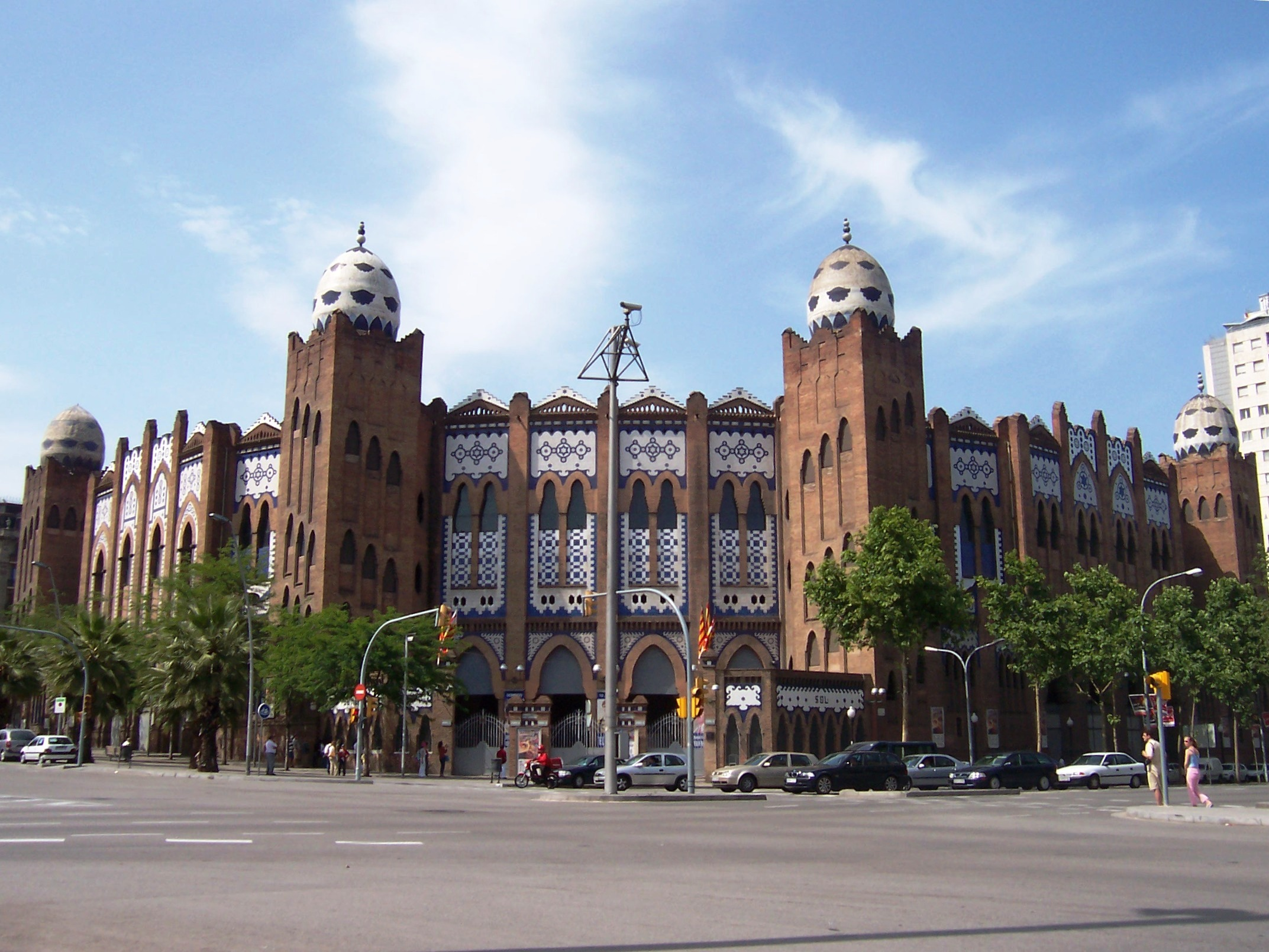
Plaça de Toros Monumental de Barcelona

En el moment de presentar la ILP només quedava una plaça de braus en actiu a Catalunya, La Monumental de Barcelona. Anteriorment també havien funcionat places de braus a Girona, Olot, Sant Feliu de Guíxols, Figueres, Lloret de Mar, 2 més que hi havia hagut a Barcelona o la renovada Tarraco Arena Plaça de Tarragona.
El nombre de curses també havia anat decreixent en els darrers anys.
Paral·lelament a aquest descens, des de l'any 1989 diverses ciutats catalanes s'havien anat declarant ciutats antitaurines. En el moment d'iniciar-se la Iniciativa Legislativa Popular la xifra era de 50; quantitat que s'havia incrementat fins a 71 el dia de la votació. La primera a aprovar la moció va ser Tossa de Mar l'any 1989 i l'última Begues l'any 2010; entre les ciutats antitaurines hi ha ciutats importants com Barcelona, Sant Cugat del Vallès o Martorell, entre d'altres.

## Recollida de signatures i campanyes
El novembre de 2008 la Mesa del Parlament Català va acceptar a tràmit la presa en consideració de la ILP. Perquè continués endavant havien d'aconseguir acreditar 50.000 firmes a favor seu de gent empadronada a Catalunya en un termini de 120 dies. La plataforma aconseguí registrar 880 fedataris al Parlament de Catalunya per recollir les firmes. Transcorreguts 33 dies, la xifra es va superar ràpidament, comptant llavors amb 78.162 firmes.
La campanya a favor de la ILP va comptar amb el suport de gent popular, com les exdiputades Pilar Rahola i Magda Oranich, el lama budista Thubten Wangchen, els filòsofs Salvador Pàniker, Josep Maria Terricabras i Jesús Mosterín, els músics Gerard Quintana, Elliott Murphy i Pep Sala, o els actors Bruno Oro i Anna Sahun, entre d'altres.
El 19 de març, Prou publicava al seu lloc web que ja comptaven amb més de 105.000 firmes, més del doble de les legalment requerides. Així també, anunciaven que s'afegien a les persones mediàtiques que donaven suport actrius com Sílvia Marsó, Alicia Silverstone i Pamela Anderson, i gent d'altres àmbits, com la presentadora Marisol Galdón i l'escriptor Francisco Ledesma.
El 6 de maig va acabar el termini per recollir firmes i, després dels 120 dies de recollida, la xifra presentada va ser de 180.169, més del triple del mínim requerit per presentar una ILP, que en són 50.000.
Poques hores abans d'iniciar-se el tràmit de presa en consideració i debat al Parlament de Catalunya, un grup de personalitats signaren un manifest en contra de la iniciativa i qualsevol mesura d'abolició de les curses de braus. La declaració, promoguda per la Plataforma Promoción y Difusión de la Fiesta, portà el títol de "Manifest de la Mercè per la Llibertat" i fou presentada en públic el 16 de desembre de 2009. Alguns dels seus signants van ser el cantant Jaume Sisa, els actors Carles Flavià, Enric Majó i Jordi Évole, els periodistes Joan de Sagarra, Joan Barril, Mercedes Milà i Josep Puigbó, els pintors Miquel Barceló i Joan-Pere Viladecans, i l'escriptora Natàlia Molero, exdirectora general de la Filmoteca de Catalunya i consellera nacional de CDC. També signaren el manifest una sèrie de personatges comunament associats a Ciutadans - Partit de la Ciutadania com l'escriptor Félix de Azúa, el director de teatre Albert Boadella, el catedràtic de Dret Francesc de Carreras, i els periodistes Arcadi Espada i Ramón de España.
Per la seva banda, la Societat Mundial per a la Protecció de l'Animal (WSPA) va decidir recollir pel seu compte signatures a favor de la iniciativa legislativa popular, arribant a aconseguir en un major termini més de 140.000 signatures de 120 països, que va fer arribar al president del Parlament, Ernest Benach, dos dies abans de la votació final, el juliol de 2010.

## Primers passos de la ILP al Parlament de Catalunya

### Admissió a tràmit
El 18 de desembre de 2009, un cop lliurades les signatures al Parlament, es van sotmetre a votació les esmenes a la totalitat presentades pel PSC, el PP i C's. El resultat d'aquestes votacions, que van ser secretes, va ser de 67 vots de rebuig a les esmenes a la totalitat, 59 a favor i 5 abstencions. Tant CiU com el PSC havien donat llibertat de vot, ERC i ICV-EUiA hi van votar en contra i el PP i C's hi van donar suport. Amb aquest rebuig a les esmenes a la totalitat, la ILP es va admetre a tràmit. Per seguir aquesta votació es van acreditar més de 130 periodistes, una part dels quals eren de mitjans internacionals.

### Les compareixences públiques en comissió
El 3 de febrer de 2010 es van aprovar les 30 compareixences demanades conjuntament pels sis grups de la cambra perquè intervinguessin a la Comissió de Medi Ambient creada amb motiu d'aquesta ILP. Aquestes compareixences es van produir els dies 3, 4 i 17 de març, amb la presència de defensors i detractors de les curses de braus.
A la primera sessió hi van intervenir, entre d'altres, el filòsof Josep Maria Terricabras, Salvador Boix -apoderat del torero José Tomas- que va dir que el Parlament hauria de demanar disculpes als aficionats a la tauromàquia per haver permès aquell debat i es va queixar que es condemnés les curses de braus a la clandestinitat, el torero "Joselito", que va dir "Jo vaig néixer a Madrid, però si ho hagués fet a Catalunya també seria espanyol i també seria torero", el científic Jorge Wagensberg, que va fer una explicació didàctica mostrant diversos estris que fan servir els toreros com banderilles, estocs i espases, per acabar preguntant-se si allò no provocava un gran patiment als braus, i finalment va intervenir el filòsof Jesús Mosterín que va comparar les curses amb la violència de gènere i l'ablació de clítoris, per acabar dient que les curses són un "símptoma de molt escàs desenvolupament moral i intel·lectual", el que va provocar la resposta del diputat del PP Rafael Luna dient que no era ningú per donar-los classes de moralitat i ètica, reclamant respecte cap als partidaris dels toros.
A la segona sessió, Christian Bourquin —president del Consell General dels Pirineus Orientals— va reivindicar la catalanitat de les curses de braus; Leonardo Anselmi —portaveu de la plataforma que va impulsar la ILP— va afirmar que els partits a favor de les curses de braus utilitzaven els correbous per aconseguir el suport social que necessitaven amb les curses de braus; Enrique Zaldívar, expert de l'Associació de Veterinaris Abolicionistes de la Tauromàquia, va explicar la "lenta agonia" que pateixen els braus durant una corrida i la mort "per asfíxia, ofegats en la seva pròpia sang"; i el president de l'Agrupació de Penyes i Comissions de Toros de les Terres de l'Ebre, Miquel Ferré, va comparar la possible prohibició de les corrides amb la censura franquista.
A la darrera sessió van comparèixer el professor i director del departament de Fisiologia Animal de la Facultat de Veterinària de la Universitat Complutense de Madrid, Juan Carlos Illera, l'empresari i propietari de la plaça de toros La Monumental de Barcelona, Pedro Balañá, que va dir que portaria la llei als tribunals si es considera perjudicat, l'eurodiputada antitaurina Monica Frassoni, que va comparar les curses de braus amb "matar la dona a puntades de peu", i els toreros Luis Francisco Esplá i Serafín Marín, entre d'altres.

### Consell de Garanties Estatutàries
El PPC va portar la iniciativa al Consell de Garanties Estatutàries, que la va avalar, de manera que això va suposar només endarrerir unes setmanes el debat final.

## El debat i la votació al Parlament de Catalunya

### La proposta a votació
La llei de protecció dels animals vigent prohibia l'ús d'animals en baralles i espectacles però excloïa d'aquesta prohibició les curses de braus i els correbous. La ILP proposava la derogació de l'excepció de les curses de braus, formulada com a punt a) del segon apartat de l'article 6 d'aquesta llei:
| «              | a) La festa dels braus en les localitats on, en la data d'entrada en vigor de la Llei 3/1988, de 4 de març, de protecció dels animals, hi haguessin places construïdes per celebrar-la, a les quals s'ha de prohibir l'accés a les persones menors de catorze anys. | » |
| — Llei 3/1988, | |   |

També proposava afegir al primer apartat, corresponent a les prohibicions explícites, el següent punt:
| «                                                  | «f. Les curses de braus i els espectacles amb braus que incloguin la mort de l'animal i l'aplicació de les “sorts” de la pica, les banderilles i l'estoc, així com els espectacles taurins de qualsevol modalitat que se celebrin en les places de braus o fora d'elles, llevat de les festes amb bous a què es refereix la lletra b) del segon apartat de l'article 6.» | » |
| — Proposició de llei de modificació de l'article 6 | |   |

### El debat
El 28 de juliol, els diversos grups parlamentaris van exposar al ple de la cambra les seves posicions, abans que es fes la votació.

Josep Rull (CiU) va negar que el debat fos identitari i va afirmar que era sobre si les tradicions canvien o no. També va recordar que al Regne Unit s'havia prohibit la caça de la guineu i que anteriorment diversos intel·lectuals espanyols havien mostrat la seva oposició a les curses de braus. Va explicitar que la mort de l'animal no és una anècdota davant els que posen les curses de braus al mateix nivell que els correbous. I va acabar recordant una frase de Gandhi “El nivell de civilització d'un poble es mesura pel tracte que dispensa als animals”.
David Pérez (PSC) va posar de manifest que la majoria del seu grup estava en contra de la prohibició, va dir que es parlava de sentiments, que no es poden limitar o menystenir pel fet de no ser minoritaris, i va incidir el significat negatiu de la paraula "prohibir".
Joan Puigcercós (ERC) va deixar molt clar que la qüestió de fons era el patiment de l'animal, que l'abolició de la tortura era un objectiu de la majoria de la societat catalana, que aquesta tradició no aporta cap valor positiu i que s'havia d'enviar un missatge al món que la societat catalana evoluciona.
Rafael Luna (PP) va defensar la tesi que el problema dels toros és que es tracta d'una tradició que es comparteix amb la resta d'Espanya i va posar damunt la taula la contradicció de no fer el mateix amb els correbous. Per acabar dient que les persones són les úniques que tenen drets i recordant les despeses econòmiques que suposaria l'abolició.
Francesc Pané (ICV-EUiA) va afirmar que la llei és una pura qüestió sobre la prevalença de l'ètica humana moderna damunt la tossuda tradició de la crueltat i que alguns dirigents polítics de l'Espanya profunda havien volgut fer-ne un assumpte identitari, cometent una immoralitat amb Catalunya, els animalistes i els seus electors.
Albert Rivera (C's) va incidir també en les qüestions identitàries, en la hipocresia de no actuar també sobre els correbous i en les despeses que comportaria aquesta decisió.

### La votació
En la votació es van fer 132 vots, dels quals 68 van ser a favor, 55 en contra i 9 abstencions. Els diputats de Convergència i Unió i del Partit dels Socialistes de Catalunya van tenir llibertat de vot i el resultat per partits va anar de la següent manera:
|                                                | Sí | No | Abs | Total |
| Convergència i Unió (CiU)                      | 32 | 7  | 6   | 45    |
| Partit dels Socialistes de Catalunya (PSC)     | 3  | 31 | 3   | 37    |
| Esquerra Republicana de Catalunya (ERC)        | 21 |    |     | 21    |
| Partit Popular de Catalunya (PP)               |    | 14 |     | 14    |
| Iniciativa per Catalunya Verds-EUiA (ICV-EUiA) | 12 |    |     | 12    |
| Ciutadans - Partit de la Ciutadania (C's)      |    | 3  |     | 3     |
| Total                                          | 68 | 55 | 9   | 132   |

Esquerra Republicana de Catalunya (ERC) i Iniciativa per Catalunya Verds (ICV-EUiA) van votar en bloc a favor de l'aprovació de la llei, juntament amb la majoria de diputats de Convergència i Unió (CiU) i tres diputats del Partit dels Socialistes de Catalunya (PSC). En canvi el Partit Popular (PP) i Ciutadans (C's) van votar en bloc contra l'aprovació, juntament amb la majoria dels diputats del PSC i set diputats de CiU.
Es van abstenir Antoni Castells, Joan Ferran i Rosa Maria Ferrer del PSC, i Josep Maria Pelegrí, Benet Maimí, M. Rosa Fortuny, Agustí López, Irene Rigau i Eudald Casadesús de CiU. No van fer cap mena de vot o no eren al Parlament Núria de Gispert, Xavier Pallarès i Francesc Sancho de CiU.

## Reaccions

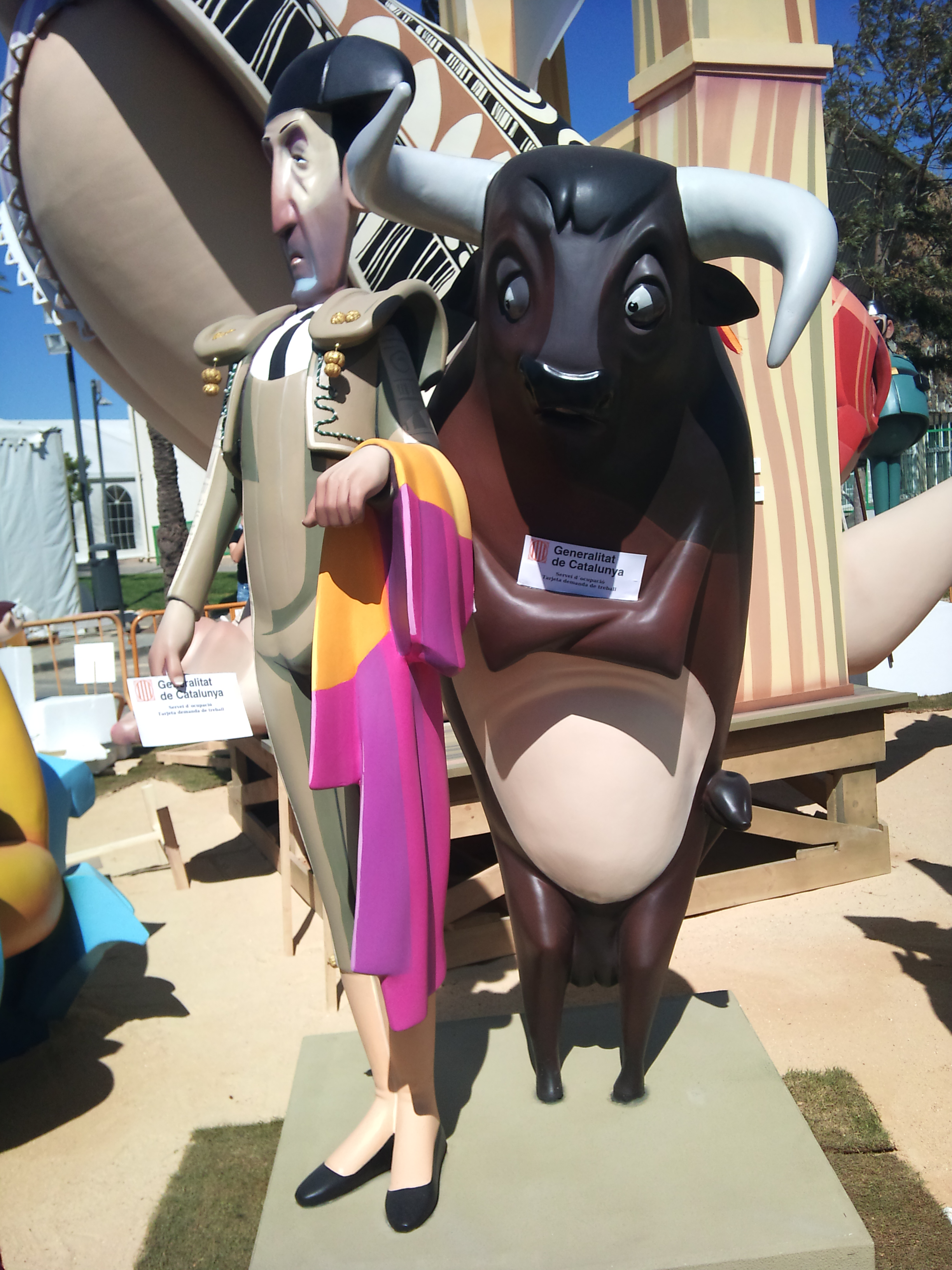
Ninot faller sobre l'abolició de les curses.

La plataforma Prou es va felicitar per l'aprovació de la ILP contra les corrides de toros, afirmant que "S'acaben cinc segles de crueltat", i van expressar que s'havia de garantir que es complís l'abolició a partir de l'1 de gener del 2012 i que continuarien treballant per restringir o eliminar els correbous.
Diversos polítics espanyols es van manifestar obertament en contra d'aquesta decisió. Mariano Rajoy va expressar que "no es poden anteposar qüestions identitàries, búsquedes de diferències absurdes restringint drets i llibertats de ciutadans (que volen ser iguals)". Jaime Mayor Oreja va dir que "aquesta prohibició reflectia una profunda crisi nacional" i que era "una venjança per l'èxit de la selecció nacional", la presidenta de la Comunitat de Madrid, Esperanza Aguirre, va afirmar que "es prohibien per trencar els llaços entre Catalunya i l'Estat", la secretària general del PP, María Dolores de Cospedal, va expressar que era "un drama i un disbarat", el president de Múrcia, Ramón Luis Valcárcel, va assegurar que "atacava la identitat espanyola" i el president de la Junta d'Extremadura, Guillermo Fernández Vara, va dir que "era un error".
Pel que fa al govern espanyol, la seva reacció inicial va consistir a dir que "Respectava però no compartia la prohibició".
D'altra banda, el diputat del PP que va impulsar la llei de protecció dels animals al Parlament de les Illes Canàries l'any 1991, Miguel Cabrera, va considerar un "error" la posició del PPC.
El Partit Popular proposarà una llei al Congrés dels Diputats per anul·lar la prohibició a Catalunya.

## Mitjans de comunicació
El ple sobre l'abolició de les corrides de toros va tenir un ampli ressò als mitjans, amb més de tres-cents periodistes acreditats per a seguir el debat i la votació en directe. D'entre els mitjans en paper d'àmbit català, El Periódico va titular El Parlament prohibeix les corrides de toros, La Vanguardia va dir que El Parlament de Catalunya aprova prohibir les corrides de toros a partir de 2012, l'Avui i El Punt van obrir amb un Catalunya prohibeix les corrides de toros a partir del 2012.
Als mitjans digitals, el 3cat24 va destacar El Parlament aprova la prohibició de les corrides de toros a Catalunya i Vilaweb en va fer un ampli seguiment i va recollir el ressò d'altres mitjans.
L'abolició també va tenir una repercussió internacional important. El diari alemany Der Spiegel va titular Katalonien: Stierkampf verboten ("Catalunya: bous prohibits") el Die Welt Katalonien verbietet Stierkämpfe ("Catalunya prohibeix les curses de braus"). El diari francès Le Monde parlava de "victòria històrica dels opositors de la tauromàquia" i Libération obrien la notícia amb La Catalogne interdit les corridas ("Catalunya prohibeix les curses de braus"). D'altres mitjans importants a nivell internacional que van recollir la notícia van ser: El País (Espanya), The Wall Street Journal (Estats Units), CNN (Estats Units), Corriere della Sera (Itàlia), De Volkskrant (Països Baixos), BBC (Regne Unit), entre d'altres. El setmanari anglès The Economist (Regne Unit) va qualificar Catalunya com a "terra de prohibició" per prohibir els toros.

## Iniciatives similars
- L'Assemblea de Madrid va admetre a tràmit el 20 de juliol del 2010 una Iniciativa Popular per abolir les corrides a la Comunitat de Madrid.[61]

- Catalunya no és la primera Comunitat autònoma d'Espanya a prohibir les "corridas", sinó Canàries, que ho va aprovar el 1991.[62]